# Üçpınar, Nilüfer
Üçpınar là một xã thuộc quận Nilüfer, tỉnh Bursa, Thổ Nhĩ Kỳ. Dân số thời điểm năm 2011 là 70 người.